# Heteroconis fumipennis
Heteroconis fumipennis is een insect uit de familie van de dwerggaasvliegen (Coniopterygidae), die tot de orde netvleugeligen (Neuroptera) behoort. 
De wetenschappelijke naam Heteroconis fumipennis is voor het eerst geldig gepubliceerd door Tjeder in 1973.